# Zbiornik Rybiński
Zbiornik Rybiński (ros. Рыбинское водохранилище, Rybinskoje wodochraniliszcze) – duże jezioro zaporowe w Rosji przy ujściu rzek Szeksna i Mołoga do Wołgi.
Budowa rybińskiego węzła energetycznego, dla którego utworzono Zbiornik Rybiński, rozpoczęła się w 1935 r. Oficjalne otwarcie nastąpiło 13 kwietnia 1941, ale napełnianie zbiornika trwało do 1947 r. W tym czasie zatopiono: 3645 km² lasów, 663 wioski i jedno miasto (Mołoga). Przesiedlono 130000 osób. Osobliwością zbiornika jest to, że przy niskim lustrze wody nad powierzchnię wody wynurzają się kopuły zatopionych cerkwi. Widoczne jest to zwłaszcza w okolicach dużej wsi Brejtowo oraz miasta Poszechonie.
Moc Rybińskiej Elektrowni Wodnej to 356,4 MW (stan na 2014). 
Na dużym półwyspie na północno-zachodnim brzegu zbiornika znajduje się Darwinowski Rezerwat Biosfery. Jednym z celów jego utworzenia było badanie wpływu zbiornika na florę i faunę.  

## Transport wodny
Porty: Czerepowiec, Wiesiegonsk. Za pośrednictwem rzeki Szeksny, Zbiornik Rybiński połączony jest z Kanałem Wołżańsko-Bałtyckim.

## Rybołówstwo
Zasoby rybne zbiornika obejmują, między innymi, gatunki takie jak sterlet, kilka zwyczajna, sielawa europejska, peluga, stynka, szczupak, węgorz europejski, sum, miętus, głowacz białopłetwy, sandacz, koza.

## Pływające wyspy
Od północno-zachodnich brzegów Zbiornika Rybińskiego często odrywają się duże płyty torfu, porośnięte roślinnością, a nawet mniejszymi drzewami. Te mikrobiosystemy dryfują swobodnie po całym akwenie, stanowiąc z jednej strony atrakcję dla pasażerów statków wycieczkowych, z drugiej utrudniając nawigację na torze wodnym, wytyczonym z daleka od brzegów.

## Galeria

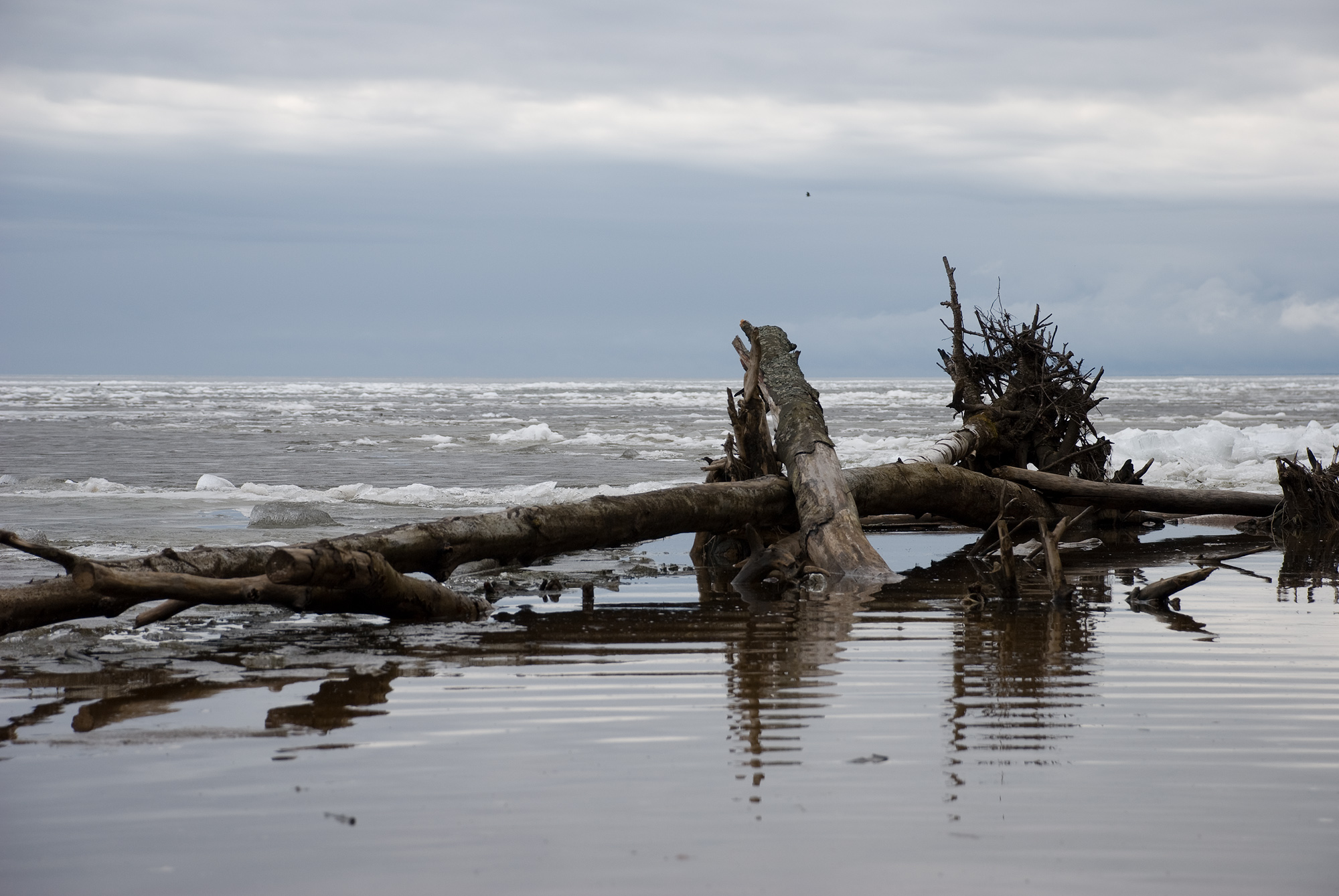
Zbiornik Rybiński w kwietniu